# 1925
Cette page concerne l'année 1925 (MCMXXV en chiffres romains) du calendrier grégorien.
L'année 1925 est une année commune qui commence un jeudi.

## En bref
- 13 mai : Gold Standard Act.
- 19 juillet : début de la grande révolte syrienne dans le djebel Druze.
- 8 septembre : débarquement dans la baie d’Alhucemas.
- 16 octobre : accords de Locarno.

## Événements

### Afrique
- 24 - 27 janvier : grève des cheminots du Sénégal[1].

- 6 février, Thysville : interdiction du kimbanguisme par le gouverneur de la province Congo-Kasaï, au Congo belge[2]. Le mouvement se développe dans la clandestinité et devient de plus en plus anticolonialiste.

- 30 mars : institution de collèges électoraux indigènes en Afrique Noire française introduisant quelques membres élus africains au sein des conseils placés auprès du gouverneur[3].

- 9 avril : les troupes d’Abd el-Krim pénètrent au Maroc français. Début de la bataille de l’Ouergha[4].

- 14 mai : le Parti communiste français (Jacques Doriot) apporte son soutien à Abd el-Krim et réclame l’évacuation du Maroc et la reconnaissance de la république du Rif[5], proclamée en juillet 1921.
- 17 juin-25 juillet : conférence de Madrid entre la France et l’Espagne sur la question du Maroc[6] ; les négociations débouchent le 11 juillet sur des propositions de paix avec les Rifains ; les deux pays s’engagent à intervenir conjointement pour étouffer la rébellion et à ne pas signer d’accord séparé[7].

- 17 juillet : le maréchal Pétain arrive à Rabat en mission spéciale auprès du maréchal Lyautey[8].
- 28 juillet : Pétain rencontre le dictateur espagnol Primo de Rivera à Tétouan pour coordonner leur offensive conjointe contre les Rifains[4].

- 7 août : création de la WASU (West african Student Union) à Londres[9].
- 18 août : nouveau voyage de Pétain au Maroc. Il prend en main les opérations militaires au détriment de Lyautey et réorganise les forces françaises (150 000 hommes le 14 septembre) pour mener la contre-offensive dans la guerre du Rif, aux côtés des Espagnols, contre les troupes de Abd el-Krim[10]. Le capitaine Charles de Gaulle fait partie de son état-major.
- 18 août : début de l’offensive de Pétain sur l’oued Ouergha[4].

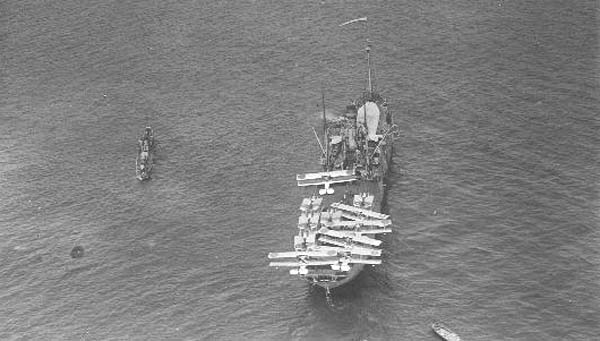
Le porte-hydravions Dédalo participe au débarquement sur l’île d’Alhucemas.

- 8 septembre : les troupes espagnoles (18 000 hommes), sous le commandement de Primo de Rivera, débarquent dans la baie d’Alhucemas et marchent vers le quartier général d’Abd el-Krim[4].
- 9 septembre : création de l’Église des Chérubins et des Séraphins par Moses Orimolade au Nigeria[11].
- 24 septembre : démission de Lyautey, résident général au Maroc, opposé à la coopération militaire franco-espagnole. Il quitte le Maroc pour la France le 10 octobre[12]. Un civil, Théodore Steeg lui succède le 11 octobre[10].

- 10 octobre : création du Cours secondaire de Dakar[13].

- 12 -17 novembre, Tunisie : procès commun des dirigeants communistes et de la Confédération générale des travailleurs tunisiens, dont le fondateur Mohamed Ali El Hammi est condamné à l’exil. El Madani, secrétaire du parti du Destour (la « constitution »), accusé de collusion avec les communistes, est également expulsé en Algérie[14].

- 11 décembre : rébellions sur le chantier de la ligne de chemin de fer de Thiès-Kayes à Guinguinéo[15].

- Jomo Kenyatta rejoint la Kikuyu Central Association pour la libération du Kenya[16].
- Grèves dans les mines de charbon d’Enugu au Nigeria[17].

- Le Comité Consultatif sur l’Enseignement dans les Colonies (britanniques) déclare que « l’enseignement doit être adapté à la mentalité et aux traditions des différents peuples, en conservant autant que possible tous les éléments sains dans la mise en place de leur vie sociale ». À partir de 1927, l’enseignement se fait dans la langue maternelle pendant les deux premières années, puis en anglais pour le reste de la scolarisation[18].
- Développement du mouvement religieux de Wellington Buthelezi, basé sur la promesse que les Noirs américains viendraient en libérateurs en Afrique du Sud et la désobéissance civile. Buthelezi est déporté par les autorités en mars 1927 mais le mouvement continue[19].

### Amérique
- 1er janvier : début du mandat de Carlos José Solórzano (conservateur), président du Nicaragua[20].
- 23 janvier, Chili : révolte des officiers de la garnison de Santiago qui renversent le triumvirat de la Junte de Septembre et rappellent Alessandri[21].

- 12 février : au Panama, création de la république de Tulé par les indiens Kuna révoltés par la politique assimilationniste du gouvernement[22]. Le dimanche du carnaval du 22 février, les Kunas attaquent et tuent plusieurs policiers et travailleurs latinos ou les obligent à fuir[23]. Le 4 mars un accord de paix est signé avec la médiation des États-Unis.

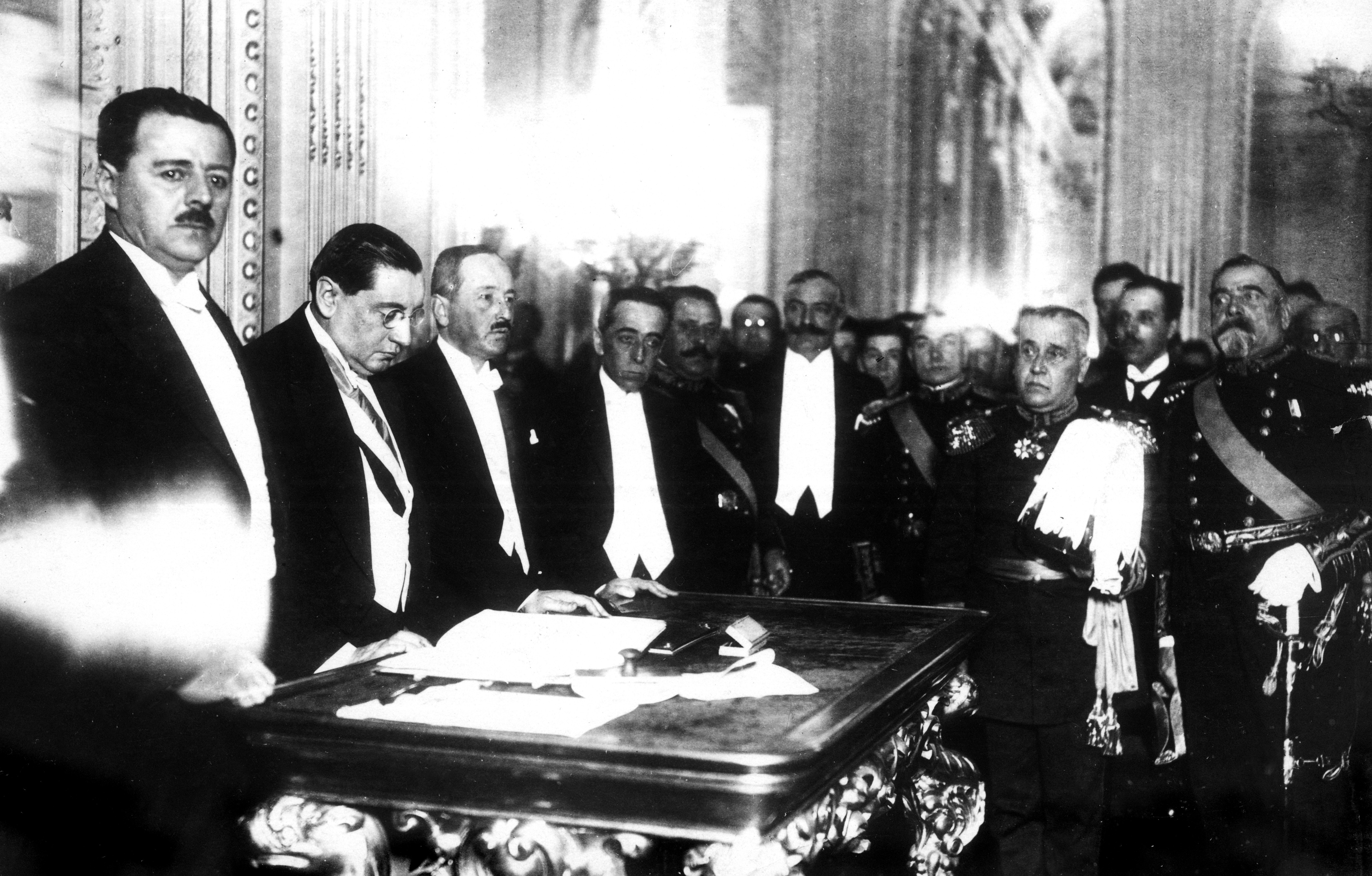
18 septembre : le président Arturo Alessandri Palma signe la réforme de la Constitution du Chili.

- 20 mars, Chili : le général Carlos Ibáñez del Campo réinstalle Arturo Alessandri Palma au pouvoir pour sept mois[24]. Le président peut lancer des réformes avec le soutien de l’armée : il instaure le scrutin direct, crée un Tribunal électoral et fait adopter une nouvelle Constitution qui établit un régime présidentiel[21].

- 14 mai : le Congrès du Nicaragua autorise la création d’une Garde nationale à l’instigation des États-Unis, qui en confient le commandement à un officier nord-américain[25]. Les marines commencent à se retirer le 4 août[20].
- 29 mai : disparition de l’explorateur Percy Fawcett en Amazonie[26].

- 9 juillet : de jeunes officiers lancent la « Revolución Juliana » en Équateur (fin en 1931)[27].
- 10 - 21 juillet : procès du singe à Dayton[28].

- 30 août : un plébiscite approuve la Constitution politique de la République du Chili, promulguée le 18 septembre[21].
- 1er septembre : fondation de la Banque du Mexique[29].
- 12 décembre : ouverture du tout premier motel à San Luis Obispo : le Milestone Mo-Tel.

### Asie
- 2 janvier : création de l’oblast autonome du Haut-Badakhchan au sein de la République socialiste soviétique autonome du Tadjikistan[30].
- 20 janvier : traité de Pékin. Accord Japon-Union soviétique[31].

- 12 mars, Chine : mort à Pékin du dirigeant nationaliste Sun Yat-sen[32]. Wang Jingwei devient le chef politique du Guomindang, Tchang Kaï-chek étant son dirigeant militaire

- 15-19 avril : la République socialiste soviétique autonome kirghize est rebaptisée en République socialiste soviétique kazakhe[33].
- 17 avril : création à Séoul du parti communiste coréen[34].

- 5 mai : un cabinet libéral dirigée par Katō Takaaki promulgue la loi sur les élections législatives qui aboli le suffrage censitaire et instaure le suffrage universel masculin au Japon[35] (le projet de loi est adopté le 2 mars par 292 voix contre 98 à la Chambre des représentants et voté à la Chambre des pairs le 29 mars[36]).
- 11 mai : une nouvelle loi de préservation de la paix, promulguée le 22 avril, entre en vigueur au Japon[37]. « Son but est de supprimer les communistes, les anarchistes et tous autres propagandistes qui pourraient par leurs menées subversives faire courir un danger à l’État ou nuire à la société, et qui sont apparus ces derniers temps dans notre pays ».
- 13 mai : résolution du troisième Congrès des soviets de l’Union qui rattache la République socialiste soviétique du Turkménistan et la République socialiste soviétique d’Ouzbékistan à l’URSS[38].

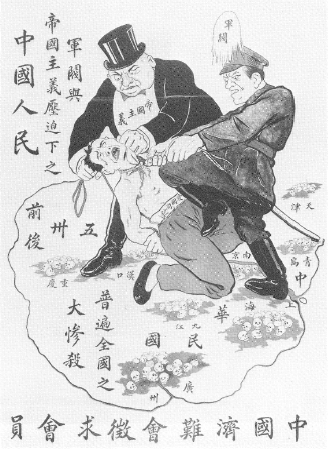
Affiche de propagande du Kuomintang, montrant un impérialiste étranger et un seigneur de la guerre torturant un patriote chinois après le Mouvement du 30-Mai.

- 30 mai : manifestation anti-impérialiste à Shanghai qui dégénère en grève générale[32].

- 23 juin : Constitution coloniale des Indes néerlandaises (Indische Staatsregeling)[39]. Le Volksraad ou "Conseil du peuple" reçoit un certain pouvoir législatif (statut appliqué en 1927).

- 28 juillet : nomination d’Alexandre Varenne au poste de gouverneur général de l’Indochine française[40].

- 22 septembre : émeute opposant musulmans et hindous à Aligarh, la plus importante des seize émeutes signalées en Inde en 1925[41].

- 27 septembre : fondation du parti nationaliste hindou Rashtriya Swayamsevak Sangh[42] (RSS, « Association des volontaires nationalistes »), en réaction à la mobilisation provoquée par le mouvement du Califat. Issu du Hindu Mahasabha, son objectif est de rassembler les Hindous pour qu’ils puissent faire face aux Musulmans. Le parti se dote d’une organisation paramilitaire et les cadres, formés comme prédicateurs, consacrent leur vie à la cause.

- 28 novembre : face à l’augmentation du nombre des grèves et de la violence armée, le gouvernement des Indes orientales néerlandaises décide de suspendre le droit de réunion dans presque toute l’Indonésie pour le Parti communiste, le Sarekat Islam, et la plupart des organisations syndicales contrôlée par les communistes. En décembre, le congrès du Parti communiste indonésien réunit à Prambanan décide un soulèvement armé. L’insurrection, qui commence en novembre 1926 à Java et en janvier 1927 à Sumatra, est réprimée[43],[44].

### Proche-Orient
- 2 janvier : arrivée de Maurice Sarrail à Beyrouth[45] ; à la suite la victoire électorale du Cartel des gauches, Maxime Weygand est rappelé et remplacé comme haut-commissaire en Syrie par le général Sarrail, qui promet des élections en Syrie mais refuse la réunification du pays.

- 9 février : le Dr Shahbandar fonde en Syrie le Parti du peuple, composé de notables, qui organise des manifestations de masse le 8 avril lors du passage de lord Balfour à Damas. Le 5 juin, lors de la cérémonie de constitution officielle à l’Opéra de Damas qui rassemble un millier de personnes, le Parti du Peuple se dote d’un programme qui réclame la souveraineté nationale, l’unité de la Syrie dans ses frontières naturelles et le retour des libertés individuelles[46].
- 13 février - 27 avril : révolte islamiste et pro-calife du kurde Cheikh Saïd en Turquie contre le pouvoir kémaliste républicain et laïc d'Ankara. Le soulèvement est écrasé par l'armée[47].

- 12 mars, Égypte : nouvelle victoire du Wafd aux élections législatives. Quand Saad Zaghloul est élu le 23 mars à la tête de la nouvelle assemblée, le roi Fouad Ier dissout la chambre et un gouvernement acquis au roi gouverne par décrets sans tenir compte de la Constitution[48].
- 14 mars, Irak : l’État irakien doit accorder une concession de 75 ans à la Turkish Petroleum Company sur l’exploitation pétrolière en Mésopotamie[49].

- 1er avril : en Égypte, un magistrat, Ali Abd al-Raziq, publie L’Islam et les fondements du pouvoir, ouvrage qui souligne qu’il n’est jamais fait mention du califat dans le Coran en tant qu’institution politique, et que ce n’est qu’une institution imposée par la force et relevant de l’État. Il est condamné le 14 août par l’université al-Azhar, qui s’insurge contre le fait que la loi islamique puisse ne pas avoir de rapport avec le pouvoir[50],[51].

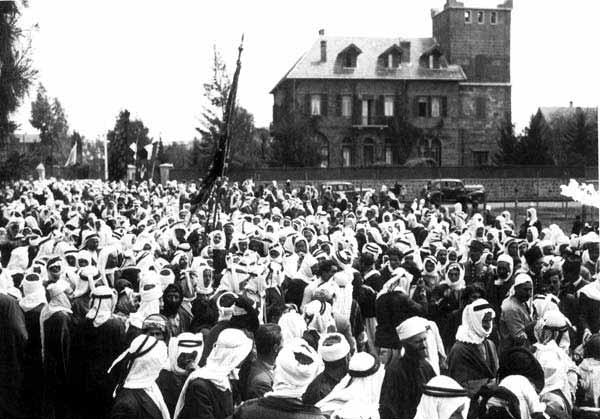
18 juillet : révolte druze.

- 13 juillet, Syrie[52] : des représentants des grandes familles de la montagne des Druzes viennent protester auprès de Maurice Sarrail contre la politique de leur gouverneur français, le capitaine Carbillet, qui s’efforce de démanteler la féodalité druze au profit de l’émancipation et de la modernisation de la paysannerie. Le haut-commissaire les fait emprisonner[53].
- 18 juillet : une révolte dirigée par Sultan el-Atrache éclate dans le djebel Druze[52]. le 19 juillet, il arrive vers Salkhad avec deux à trois cents cavaliers. Les troupes françaises sont soit détruites soit encerclées pendant plusieurs mois.
- 25 juillet : massacre de la colonne du capitaine Normand, envoyée contre les Druzes, à Kafer, sur la route de Salkhad[53].

- 3 août : une colonne de 3 000 soldats français est mise en déroute et son armement pris par les insurgés druzes à al-Mazraa, au Djebel druze[54].

- 16-17 septembre, Syrie : les légionnaires français repoussent une attaque druze à Mousséifré (Al-Musayfirah) ; Soueïda est dégagée le 25 septembre, puis abandonnée[55]. Le général Gamelin parvient à évacuer les soldats français de la montagne druze. La révolte embrase le pays[53].

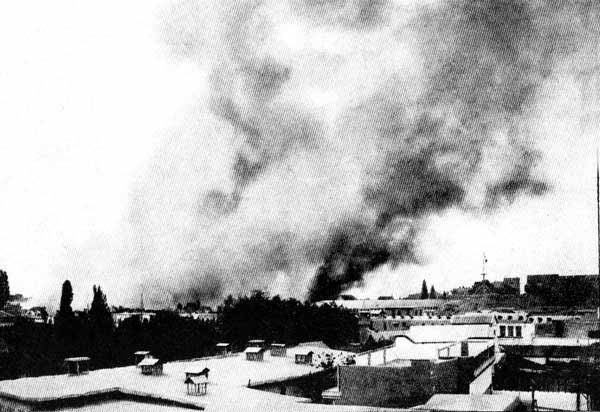
18 octobre : Damas en flamme pendant la grande révolte syrienne.

- Octobre, Syrie : dans la région de Hama, une insurrection est lancée par un officier des forces spéciales françaises, Fawzi al-Qawuqji et prend le contrôle de l’arrière-pays. La rébellion gagne la Ghouta, une oasis à l’est de Damas, d’où les nationalistes lancent des raids sur la ville (18 octobre) et propagent l’insurrection[53]. Le haut-commissaire Maurice Sarrail fait bombarder la ville par l’aviation française, entraînant des pertes humaines et matérielles considérables. Il parvient à reprendre le contrôle de la vieille ville mais pas à pacifier la Ghouta. Rendu responsable de la révolte, Sarrail est rappelé le 30 octobre au profit du sénateur radical Henry de Jouvenel[56].
- 31 octobre, Perse : Ahmad Shah, dernier des Kadjars est officiellement déposé[57].
- 25 novembre : le parlement turc adopte la loi sur les chapeaux et l'habillement, avec interdiction de port du fez et du foulard islamique
- 12 décembre : début du règne de Reza Pahlavi, chah d’Iran[57].
- 5 décembre : Médine capitule, suivie par Djeddah le 23 décembre[58]. Le dernier Hachémite, Ali, fils de Hussein, quitte le Hedjaz fin décembre.

- L’Université égyptienne est nationalisée et se dote de nombreuses facultés (droit, médecine)[59].

### Europe
- 1er janvier : la capitale de la Norvège Christiania reprend son ancien nom d’Oslo[60].
- 21 janvier : proclamation de la république albanaise ; Ahmed Zougu est élu président le 31 janvier[61].

- 9 février : Gustav Stresemann envoie un mémorandum aux Alliés où il propose que le Royaume-Uni, la France, l’Italie et l’Allemagne prennent un engagement pour ne pas se faire la guerre, que la France et l’Allemagne signent un traité d’arbitrage pour le règlement pacifique des différends, que l’Allemagne garantisse les frontières de la zone rhénane[62].
- 10 février : concordat entre la Pologne et le Vatican[63].
- 27 février : le NSDAP, à nouveau autorisé, est reconstitué. Hitler en prend la tête[64].

- 10 mars : Chypre devient une colonie de la couronne britannique[65].

- 4 avril : création des Schutzstaffel (SS), agence chargée de la protection rapprochée d’Adolf Hitler[66].
- 10 avril : la ville de Tsaritsyne est renommée Stalingrad (littéralement : « la ville de Staline »), aujourd’hui Volgograd[31].
- 18 avril, Portugal : révolte militaire à Lisbonne[67]. Mouvements de force à droite (monarchiste, nationalistes appuyés par l’armée et certains milieux ouvriers) en Avril et en juillet. Actions anarchistes de la Légion rouge (Legião Vermelha (pt))[68]. Le 15 mai, un double attentat contre un commandant de police, le colonel João Ferreira do Amaral, échoue[69]. Une centaine de membres de cette organisation sont déportés en Afrique.
- 23 avril : rapprochement Beneš-Skrzyński[70]. Traité de conciliation et d’arbitrage entre la Pologne et la Tchécoslovaquie, pacte d’assistance mutuelle en cas d’agression allemande, convention commerciale, conclus à Varsovie.

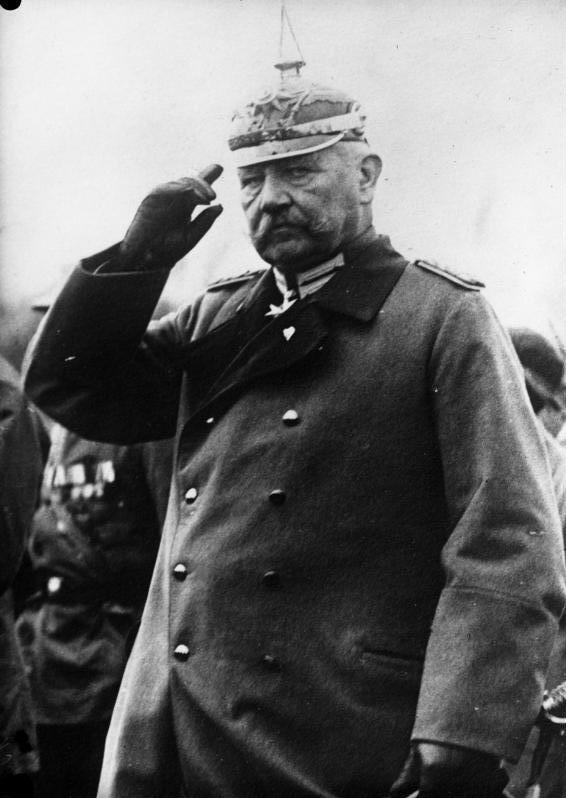
Hindenburg en avril 1925.

- 26 avril : Paul von Hindenburg devient président de la République de Weimar[71]. Sa victoire à la présidentielle est aussi celle du comte Kuno von Westarp, chef des nationaux-allemands (DNVP) qui entend imposer une orientation conservatrice et monarchiste. Le DNVP est appuyé par le Stahlhelm (casque d’acier), mouvement paramilitaire nationaliste hostile au traité de Versailles et au parlementarisme, antimarxiste et antisémite.
- 27-29 avril : adoption, lors de XIVe Conférence du PCUS, de la thèse du socialisme dans un seul pays[31].
- 28 avril : Winston Churchill, chancelier de l’Échiquier, annonce le retour à l’étalon-or au Royaume-Uni[72].

- 13 mai : vote du Gold Standard Act. Churchill rétablit l’étalon-or au Royaume-Uni[72].

- 30 juin, Espagne : suppression de la Mancomunidad[73] ; les régionalistes catalans passent dans l’opposition.

- 15-31 juillet : en application du plan Dawes, les troupes françaises achèvent d’évacuer la Ruhr[74].

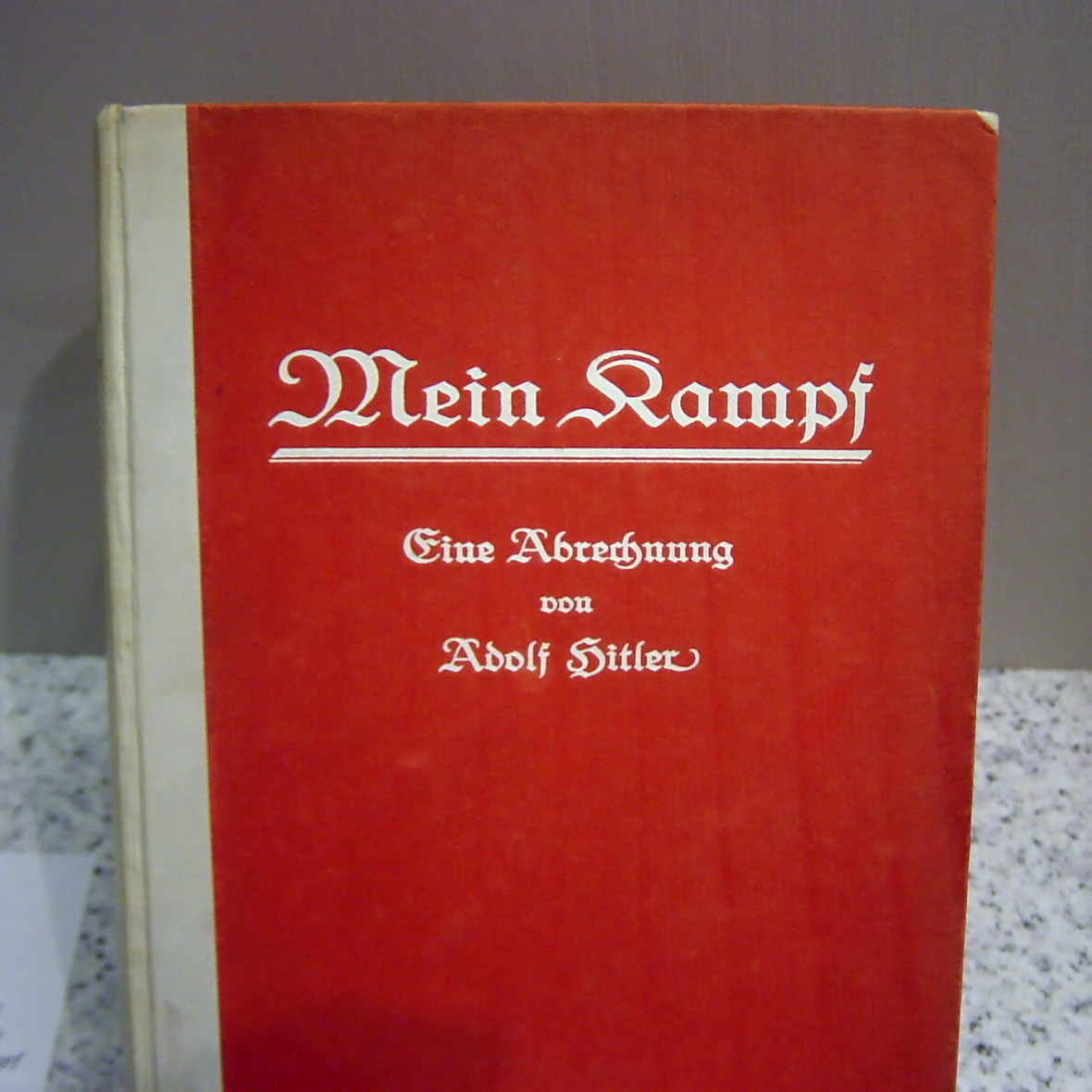
18 juillet : première édition de Mein Kampf.

- 18 juillet : Adolf Hitler publie le premier volume de Mein Kampf[75].

- 4 août : Hendrikus Colijn, Premier ministre aux Pays-Bas (fin le 8 mars 1926)[76].
- 14 août : souveraineté norvégienne sur le Spitzberg (application du traité du Svalbard de 1920)[77].
- 19 - 29 août : première conférence œcuménique, à Stockholm, rassemblant des représentants des religions anglicane, protestante et grecque orthodoxe, organisée par l’archevêque luthérien suédois Nathan Söderblom[78].

- 18 septembre, Allemagne : publication du programme de Heidelberg à l’issue du congrès du SPD ; le parti social-démocrate se prononce pour la « création d'une unité économique européenne rendue nécessaire par des raisons économiques et pour la construction des États-Unis d'Europe, destinée à servir la solidarité d'intérêt des peuples de tous les continents »[79].

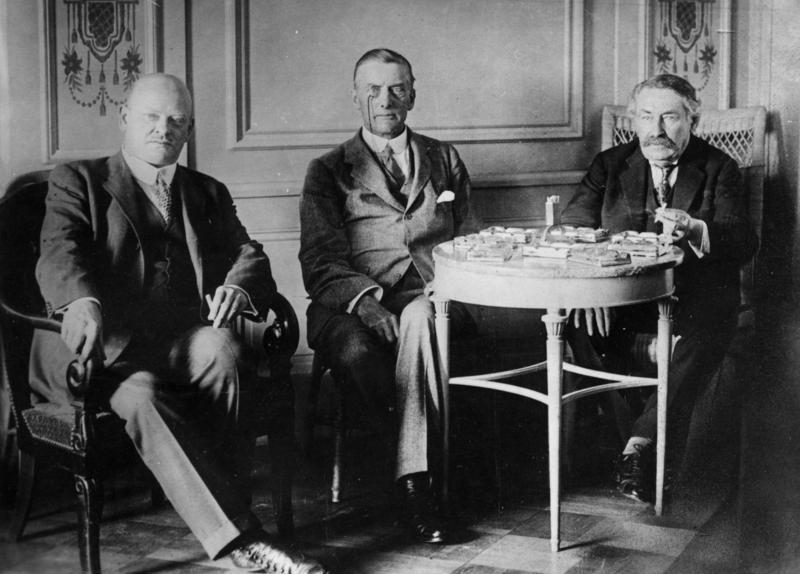
Briand, Stresemann et Chamberlain à Locarno.

- 5 - 16 octobre : conférence de Locarno qui réunit Briand, Stresemann, Chamberlain, Vandervelde et Mussolini[80].
- 12 octobre : traité de commerce entre l’Allemagne et l’Union soviétique[31].
- 16 octobre : 
  - accords de Locarno ou pacte rhénan : l’Allemagne, la France, la Belgique, la Grande-Bretagne et l’Italie garantissent les frontières occidentales de l’Allemagne, de la Belgique et de la France[81]. Ils visent à assurer la sécurité collective en Europe ; amorce d’une période de détente.
  - la Tchécoslovaquie signe un traité d’assistance militaire avec la France[82].
- 19 octobre : incident de Pétritch à la frontière gréco-bulgare. L’intervention de la Société des Nations le 24 octobre évite la guerre[83].
- 10 novembre : nuit de Kersten[84]. Aux Pays-Bas, le député protestant ultra-orthodoxe Gerrit Hendrik Kersten (en) propose de supprimer l’ambassade néerlandaise au Vatican, ce qui provoque l’éclatement de la coalition des partis confessionnels et la chute du gouvernement.
- 8 novembre : majorité au parti démocrate à la chambre et au sénat au Portugal[67].

- 1er décembre : premières émissions radiophoniques régulières en Hongrie (Magyar Rádió)[85].
- 3 décembre, Espagne : la junte militaire est remplacée par un directoire civil (le royaliste José Calvo Sotelo aux finances)[86].

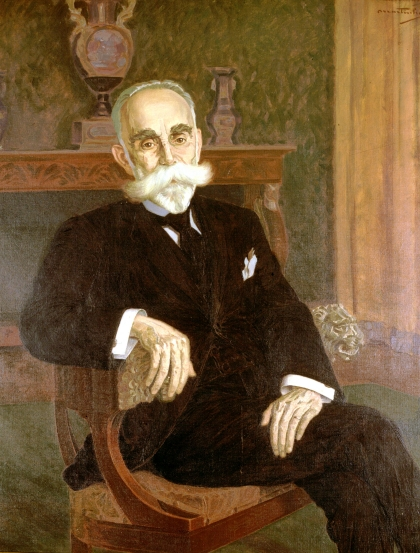
Bernardino Machado, président de la république du Portugal.

- 11 décembre : les attaques des nationalistes forcent le président du Portugal Manuel Teixeira Gomes à démissionner. Bernardino Machado le remplace comme président de la république (fin en 1926)[67]. La situation économique, financière et monétaire commence à s’améliorer. Le gouvernement envisage un plan social, mais l’augmentation des impôts nécessaire à le financer provoque la désertion de la classe moyenne.
- 18-31 décembre, URSS : XIVe congrès du PCUS ; adoption de la thèse du socialisme dans un seul pays de Staline. Début de l’opposition de Kamenev et Zinoviev, président du soviet de Petrograd, mis en minorité[87].
- 28 décembre : le prince héritier de Roumanie, le futur Carol II, est contraint par son père de renoncer à ses droits dynastiques. Il préfère s’exiler[88].

- Le SDAP (parti socialiste) accepte la monarchie aux Pays-Bas[89].
- L’Abwehr devient le service de renseignements de l’état-major allemand[90].

## Fondations en 1925
- Monastère de Ciney, monastère fondé à Ciney, en Belgique, par des moniales Colettines.